# Cannabis e sexo
O consumo humano de Cannabis (comumente conhecida como maconha, ganja ou erva) costuma ser considerado um potencializador do prazer sexual, mas há poucas pesquisas científicas sobre a relação entre cannabis e sexo, em parte devido às políticas antidrogas dos Estados Unidos que se concentram na proibição. Os efeitos da cannabis são difíceis de estudar porque a excitação e o funcionamento sexuais são extremamente complexos e variam entre os indivíduos. A cannabis afeta as pessoas de maneira diferente, o que dificulta seu estudo. Homens e mulheres relatam maior prazer sexual após consumirem cannabis, mas não há evidências científicas dos efeitos sobre os componentes fisiológicos do ciclo de resposta sexual quando se usa a droga.

## Pesquisa
A partir de 2010, as pesquisas sobre os efeitos da cannabis no sexo em humanos estão limitadas a estudos de autorrelato. Esse tipo de estudo apresenta desvantagens, pois exige que as pessoas se lembrem com precisão da quantidade consumida e de seus efeitos, impossibilitando aos pesquisadores a verificação das respostas. Nesses estudos, a maioria dos indivíduos que consumiram cannabis antes do sexo relatou ter experimentado maior prazer em comparação com aqueles que não a consumiram. Pesquisadores acreditam que esse aumento relatado no prazer sexual provavelmente seja resultado dos efeitos da droga nos sentidos. Em particular, ela comumente faz com que os usuários se sintam mais relaxados.
Algumas pesquisas indicam que a quantidade de cannabis consumida afeta a experiência sexual. Em um estudo, 59% dos usuários reconheceram que o prazer sexual era potencializado após fumar um baseado, embora 39% achassem que consumir mais de um baseado não proporcionava nenhum aumento adicional; e grandes doses de cannabis têm sido usadas na Índia como depressor sexual.
Não está claro se o consumo de cannabis afeta a qualidade dos orgasmos; mais da metade dos consumidores do sexo masculino, assim como uma porcentagem menor de consumidores do sexo feminino, relataram que isso potencializa seus orgasmos. Em um pequeno estudo publicado em 1979, 84 estudantes de pós-graduação, a maioria deles homens e identificados como "fumantes experientes", acreditaram que a cannabis aumentava a intensidade dos orgasmos e deveria ser considerada um afrodisíaco. Alguns estudos mais recentes afirmam que os orgasmos são melhorados com o uso de cannabis.
Estudos sobre os efeitos do consumo de cannabis no sexo mostraram poucas outras melhorias físicas significativas. Em 1979, Masters e Johnson concluíram um estudo de cinco anos com uma amostra de 800 homens e 500 mulheres com idades entre 18 e 30 anos. Nesse estudo, os homens não relataram melhora na manutenção de ereções nem aumento na firmeza peniana. As mulheres não apontaram aumento na lubrificação vaginal.
Um estudo de 2017, publicado no Journal of Sexual Medicine, analisou dados da grande e representativa Pesquisa Nacional de Crescimento Familiar e incluiu mais de 28 mil mulheres e quase 23 mil homens. Foram avaliadas respostas sobre a frequência de consumo de cannabis e de relações sexuais nas quatro semanas anteriores à pesquisa. Constatou-se que mulheres que consumiram cannabis diariamente tiveram em média 7,1 encontros sexuais nas quatro semanas anteriores, em comparação com 6,0 para aquelas que nunca consumiram. Homens que consumiram cannabis diariamente relataram em média 6,9 encontros sexuais, em comparação com 5,6 para quem nunca consumiu.
Há evidências dos efeitos negativos do uso de cannabis durante o sexo. Alguns estudos mostram correlação entre uso crônico de cannabis e redução dos níveis de testosterona em homens. Verificou-se que o consumo intenso de cannabis diminui a contagem de espermatozoides em homens saudáveis, embora essa redução possa ser revertida. O uso habitual de cannabis também está associado a desempenho sexual reduzido, apesar de aumentar a excitação sexual.

## Mecanismo psicotrópico
Os efeitos da cannabis começam como um processo químico no cérebro, no qual a rede de comunicação neural é alterada. A estrutura química do THC é semelhante à da anandamida, responsável por enviar mensagens químicas entre neurônios em todo o sistema nervoso. As áreas do cérebro afetadas influenciam memória, prazer, pensamento, concentração, movimento, coordenação e percepção do tempo. Entre elas estão a amígdala, o hipocampo, os gânglios da base e o córtex pré-frontal. Nessas regiões, encontram-se os receptores canabinoides, parte do sistema endocanabinoide.
Esses efeitos no sistema nervoso podem variar entre os indivíduos. A cannabis influencia de maneira distinta as experiências de prazer sexual e de memória. Estudos observaram diferenças entre o funcionamento neurocognitivo de homens e mulheres. Embora os resultados tenham apresentado poucas diferenças significativas, as pesquisas são limitadas e com tamanhos de amostra muito pequenos.

### Prazer sexual
Um estudo publicado em março de 2019, que observou mulheres que usaram cannabis antes do sexo e sua função sexual, mediu resultados de satisfação no desejo, orgasmo, lubrificação, dispareunia, experiência sexual e frequência de uso de cannabis em relação à satisfação. Os resultados mostraram que mulheres que usaram cannabis antes de fazer sexo têm maior probabilidade de alcançar orgasmos satisfatórios e aumento do desejo sexual. Mulheres que usam cannabis com frequência apresentaram chances maiores de orgasmos satisfatórios, independentemente do uso prévio ao sexo. Tais resultados indicam que a cannabis tem uma relação positiva com o aumento da satisfação sexual, podendo ser considerados em pesquisas para desenvolver tratamentos para disfunção sexual feminina. Em outro estudo, grande parte dos participantes relatou aumento do desejo e da satisfação sexual ao usar cannabis antes do sexo. Em contraste, alguns relataram que a experiência foi pior do que o usual.

### Memória
O córtex orbitofrontal e o hipocampo auxiliam na formação de novas memórias, e os receptores canabinoides são encontrados nessas áreas. Assim, a cannabis afeta as capacidades relacionadas à memória e à aprendizagem. Embora seja utilizada para melhorar a experiência e a satisfação sexual, a cannabis também influencia a percepção e a sensação. Estudos observaram o comportamento neurocognitivo de indivíduos sob a influência de cannabis e a relação entre cannabis e comportamento de risco.
A cannabis pode ter efeitos negativos na aprendizagem e na memória. Usuários de cannabis apresentam menor capacidade de atenção, concentração e raciocínio abstrato em comparação com não usuários. O uso de cannabis prejudica o funcionamento neurocognitivo, e o usuário pode perder a capacidade de recordar ou aprender efetivamente enquanto está intoxicado. Isso pode dificultar as respostas ao ambiente e a tomada de decisões, levando à incapacidade do indivíduo de lembrar detalhes com precisão ou fazendo com que sua percepção do tempo fique distorcida. Embora esses resultados tenham sido estudados, os domínios neurocognitivos permanecem inconsistentes nos estudos. Um estudo observou o comportamento de risco () de indivíduos que usam cannabis. Os resultados revelaram que adolescentes que usam cannabis têm maior probabilidade de se envolver repetidamente em sexo desprotegido voluntário, enquanto participantes que nunca usaram cannabis ou começaram após a adolescência eram menos propensos a isso.

## Produtos
Existem diversos produtos sexuais infundidos com cannabis, como lubrificantes e óleos de massagem contendo CBD e THC.